# Кліпування (медицина)

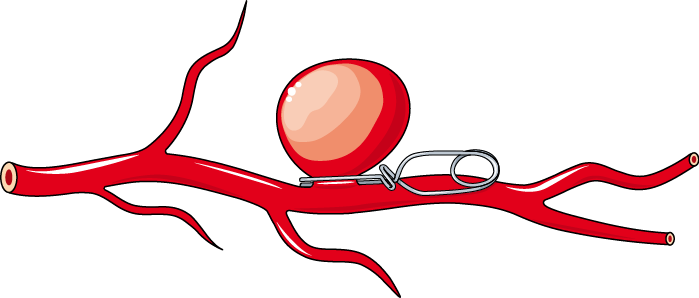

Кліпування — це хірургічна процедура, яка виконується для лікування аневризми. Якщо аневризма внутрішньочерепна, виконується краніотомія, після чого навколо шийки аневризми кріпиться кліпса. Хірургічне кліпування було введено в клінічну практику Уолтером Денді з лікарні Джонса Хопкінса в 1937 році і з роками модифікувалася та вдосконалювалася. Хірургічне кліпування має нижчий рівень рецидиву аневризми ніж інші методи лікування. Зазвичай використовуються кліпси з титану.